# Monti Akaishi
I monti Akaishi (赤石山脈?, Akaishi Sanmyaku) sono una catena montuosa nel centro di Honshū (Giappone), che costeggia le prefetture di Nagano, Yamanashi e Shizuoka. Sono chiamati anche Alpi Meridionali (南アルプス?, Minami Arupusu), perché si uniscono con i monti Hida ("Alpi Settentrionali") e i monti Kiso ("Alpi Centrali") per formare le Alpi giapponesi.

## Origine del nome
Il nome della catena montuosa deriverebbe dalla presenza di numerose pietre rosse (in giapponese  (赤石?, Aka-Ishi)) nella montagna intorno al fiume Akaishi, un affluente del fiume Ōi, nella parte meridionale delle Alpi meridionali. Da questa circostanza la montagna avrebbe preso quindi il nome di monte Akaishi, che sarebbe poi stato esteso all'intero gruppo montuoso.

## Vette principali
Quasi tutte le vette principali dei Monti Akaishi sono nel Parco nazionale delle Alpi Minami, fondato il 1º luglio 1964. La catena ospita le sorgenti di due fiumi, l'Ōi e il Tenryū, che sfociano nell'Oceano Pacifico.

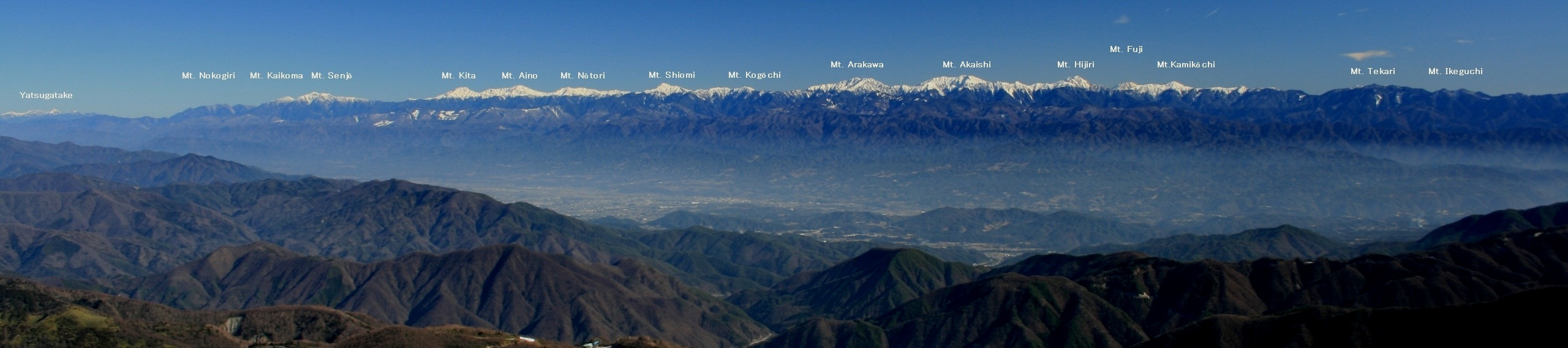
Panorama dei Monti Akaishi visti dal Monte Ena all'inizio dell'inverno

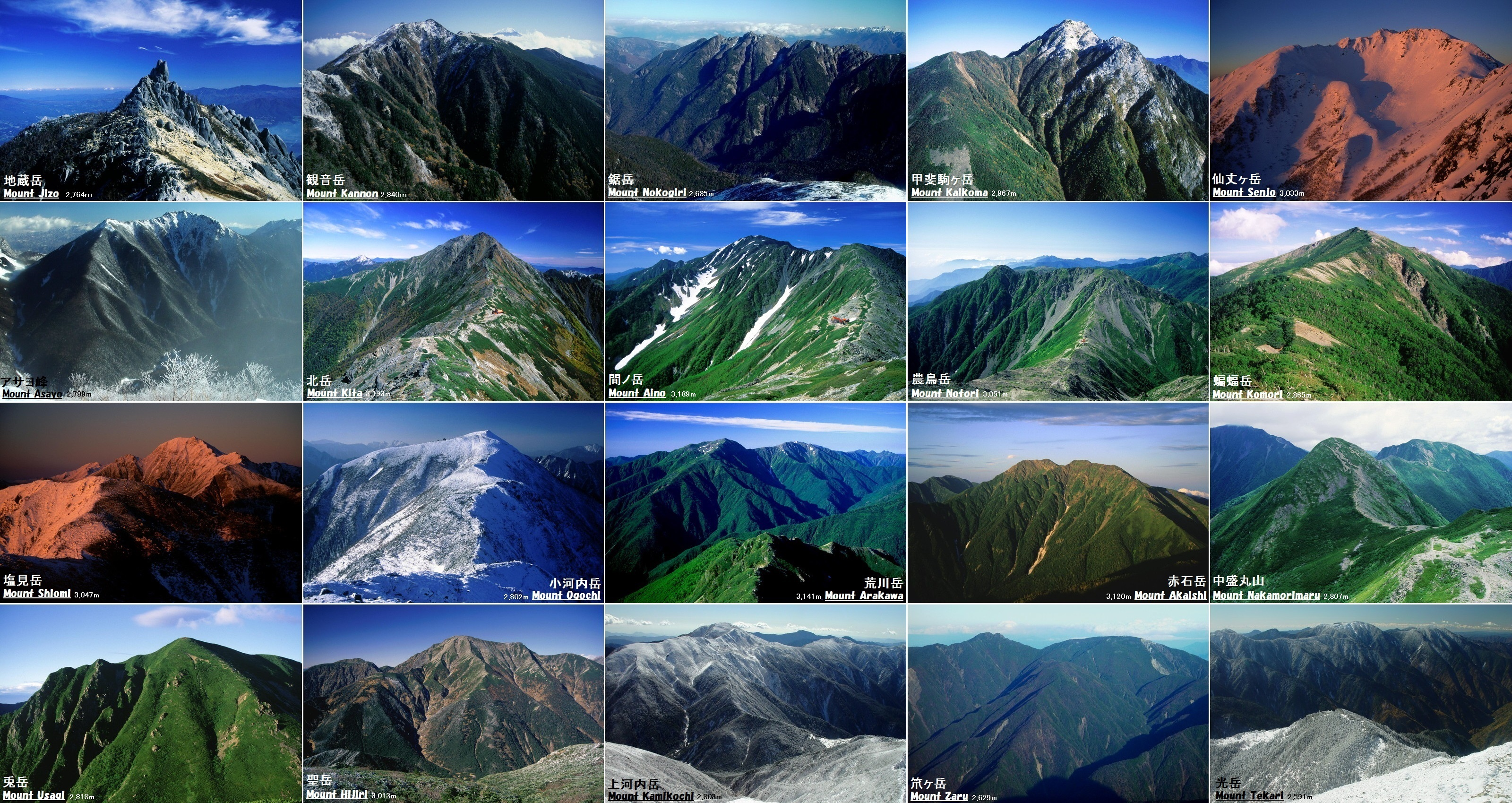
Principali vette dei Monti Akaishi

| Immagine | Monte          | Altezza | Nota                                                               |
| -------- | -------------- | ------- | ------------------------------------------------------------------ |
|          | Monte Hōō      | 2.840 m | Tra le 100 montagne più famose                                     |
|          | Monte Nokogiri | 2.685 m | Tra le 200 montagne più famose                                     |
|          | Monte Kaikoma  | 2.967 m | Tra le 100 montagne più famose                                     |
|          | Monte Senjō    | 3.033 m | Tra le 100 montagne più famose                                     |
|          | Monte Kita     | 3.193 m | La vetta più alta dei Monti Akaishi Tra le 100 montagne più famose |
|          | Monte Aino     | 3.189 m | Tra le 100 montagne più famose                                     |
|          | Monte Nōtori   | 3.026 m | Tra le 200 montagne più famose                                     |
|          | Monte Shiomi   | 3.047 m | Tra le 100 montagne più famose                                     |
|          | Monte Warusawa | 3.141 m | Tra le 100 montagne più famose                                     |
|          | Monte Akaishi  | 3.120 m | Tra le 100 montagne più famose                                     |
|          | Monte Hijiri   | 3.013 m | Tra le 100 montagne più famose                                     |
|          | Monte Tekari   | 2.591 m | Tra le 100 montagne più famose                                     |

## Flora e fauna
Piante alpine, come il pino nano siberiano, si possono vedere sopra la linea degli alberi. Anche la pernice bianca e la nocciolaia vivono nella zona alpina. Il capricorno del Giappone e il cervo sika vivono nella cintura delle foreste sulle pendici delle montagne. Il Callianthemum hondoense (北岳草?, Kitadake-sō) è endemico del Monte Kita. Altra importante, e rara, specie endemica è Picea koyamae, scoperta nel 1960. 
| Pernice bianca | Nocciolaia | Capricorno del Giappone | Pino nano siberiano | Callianthemum hondoense | Polemonium caeruleum | Peccio di Koyama |
| -------------- | ---------- | ----------------------- | ------------------- | ----------------------- | -------------------- | ---------------- |
|                |            |                         |                     |                         |                      |                  |

## Walter Weston nelle Alpi giapponesi
L'inglese Walter Weston introdusse il mondo occidentale alle Alpi giapponesi nel suo libro Mountaineering and Exploration in the Japanese Alps ("Alpinismo ed esplorazione sulle Alpi giapponesi"). Durante le sue visite in Giappone, scalò i Monti Akaishi. Parecchi monumenti in sua memoria sono stati eretti nelle Alpi giapponesi.
Weston scalò le seguenti vette:
- 1892 Monte Akaishi - Il primo non giapponese a scalare questa montagna
- 1902 Monte Kita
- 1903 Monte Kaikoma
- 1904 Monte Hōō e Monte Senjō.